# Lukeanivka, Barîșivka
Lukeanivka (în ucraineană Лук`янівка) este o comună în raionul Barîșivka, regiunea Kiev, Ucraina, formată numai din satul de reședință.

## Demografie
Componența lingvistică a comunei Lukeanivka
     Ucraineană (99,29%)
     Alte limbi (0,71%)
Conform recensământului din 2001, majoritatea populației comunei Lukeanivka era vorbitoare de ucraineană (99,29%), existând în minoritate și vorbitori de alte limbi.